# Porterandia pauciflora
Porterandia pauciflora är en måreväxtart som beskrevs av Henry Nicholas Ridley. Porterandia pauciflora ingår i släktet Porterandia och familjen måreväxter. Inga underarter finns listade i Catalogue of Life.